# Campeonato Europeu Júnior de Atletismo de 1970
O Campeonato Europeu Júnior de Atletismo de 1970, sob nova nomenclatura, foi a 1ª edição da competição de atletismo organizada pela Associação Europeia de Atletismo para atletas com menos de vinte anos, classificados como Júnior. O evento foi realizado no estádio Stade Olympique Yves-du-Manoir em Paris na França, entre 11 e 13 de setembro de 1970. O campeonato teve como destaque a Alemanha Oriental com 21 medalhas no total sendo 10 de ouro.  

## Resultados
Esses foram os resultados do campeonato. 
Masculino
| Evento                       | Ouro                                                                                            | Ouro     | Prata                                                                             | Prata    | Bronze | Bronze   |
| ---------------------------- | ----------------------------------------------------------------------------------------------- | -------- | --------------------------------------------------------------------------------- | -------- | --- | -------- |
| 100 m                        | Franz-Peter Hofmeister · Alemanha Ocidental                                                     | 10.61    | Dominique Chauvelot · França                                                      | 10.65    | Jean-Paul Dubuisson · França                                                                                | 10.73    |
| 200 m                        | Franz-Peter Hofmeister · Alemanha Ocidental                                                     | 21.49    | Aleksandr Zhidkikh · União Soviética                                              | 21.80    | Sergey Korovin · União Soviética                                                                            | 21.80    |
| 400 m                        | Peter Beaven · Reino Unido                                                                      | 47.11    | Ulrich Reich · Alemanha Ocidental                                                 | 47.36    | Andreas Scheibe · Alemanha Oriental                                                                         | 47.65    |
| 800 m                        | Hans-Henning Ohlert · Alemanha Oriental                                                         | 1:50.96  | Vladimir Zimin · União Soviética                                                  | 1:51.39  | Ulrich Keufner · Alemanha Oriental                                                                          | 1:51.41  |
| 1.500 m                      | Klaus-Peter Justus · Alemanha Oriental                                                          | 3:51.39  | Paul-Heinz Wellmann · Alemanha Ocidental                                          | 3:51.79  | Francisco Morera Espanha                                                                                    | 3:52.48  |
| 3.000 m                      | Herman Mignon · Bélgica                                                                         | 8:08.73  | John Boggis · Reino Unido                                                         | 8:10.43  | Yuriy Korchenkov · União Soviética                                                                          | 8:11.15  |
| 110 m com barreiras          | Berwyn Price · Reino Unido                                                                      | 14.21    | Mirosław Wodzyński · Polónia                                                      | 14.22    | Klaus Fiedler · Alemanha Oriental                                                                           | 14.22    |
| 400 m com barreiras          | Dmitriy Stukalov · União Soviética                                                              | 50.30    | Jean-Pierre Perrot · França                                                       | 50.45    | Yevgeniy Gavrilenko · União Soviética                                                                       | 50.72    |
| 2.000 m com obstáculo        | Bronisław Malinowski · Polónia                                                                  | 5:44.00  | Juhani Huhtinen · Finlândia                                                       | 5:45.48  | Elek Sari · Hungria                                                                                         | 5:45.48  |
| 10 km marcha atlética        | Lutz Lipowski · Alemanha Oriental                                                               | 43:35.6  | Peter Schuster · Alemanha Ocidental                                               | 44:02.0  | Mikhail Alekseyev · União Soviética                                                                         | 44:19.4  |
| Revezamento 4 x 100 metros   | União Soviética · Valeriy Podluzhniy · Aleksandr Zhidkikh · Vladimir Lovetskiy · Sergey Korovin | 40.18    | França · Michel Limousin · Patrick Deroch · Jean-Paul Dubuisson · Philippe Leroux | 40.27    | Alemanha Ocidental · Manfred Schumann · Thomas van Wickeren · Michael van Wickeren · Franz-Peter Hofmeister | 40.55    |
| Revezamento 4 x 400 metros   | União Soviética · Yevgeniy Gavrilenko · Nikolay Kornyushkin · Dmitriy Stukalov · Semyon Kocher  | 3:11.2   | França · Claude Dumont · Patrick Salvador · Daniel Raoult · Lionel Malingre       | 3:11.5   | Alemanha Ocidental · Ulrich Reich · Johannes Dickhut · Bernd Herrmann · Wolfgang Druschky                   | 3:11.7   |
| Salto com vara               | François Tracanelli · França                                                                    | 5.20 m   | Serge Lefevbre · França                                                           | 4.80 m   | Romuald Murawski · Polónia                                                                                  | 4.80 m   |
| Salto em altura              | Jiří Palkovský · Tchecoslováquia                                                                | 2.18 m   | Csaba Dosa · Roménia                                                              | 2.16 m   | Ferenc Doczi · Hungria                                                                                      | 2.06 m   |
| Salto em distância           | Valeriy Podluzhniy · União Soviética                                                            | 7.87 m   | Jacques Rousseau · França                                                         | 7.81 m   | Nenad Stekić · Iugoslávia                                                                                   | 7.75 m   |
| Salto triplo                 | Valeriy Podluzhniy · União Soviética                                                            | 16.25 m  | Anatoliy Golubtsov · União Soviética                                              | 16.05 m  | Gábor Katona · Hungria                                                                                      | 16.03 m  |
| Arremesso de peso (6 kg)     | Wolfgang Barthel · Alemanha Ocidental                                                           | 18.10 m  | Manfred Kaiser · Alemanha Oriental                                                | 17.40 m  | Jan Skoupy · Tchecoslováquia                                                                                | 17.11 m  |
| Arremesso de disco (1,75 kg) | Aleksandr Nazhimov · União Soviética                                                            | 54.18 m  | Lothar Schlage · Alemanha Oriental                                                | 53.96 m  | Pal Szauer · Hungria                                                                                        | 53.00 m  |
| Arremesso de dardo (6 kg)    | Aimo Puska · Finlândia                                                                          | 76.98 m  | Aleksandr Makarov · União Soviética                                               | 74.92 m  | Wolfgang Hanisch · Alemanha Oriental                                                                        | 73..22 m |
| Lançamento de martelo        | Todor Manolov · Bulgária                                                                        | 65.16 m  | Aleksey Spiridonov · União Soviética                                              | 64.88 m  | Sergey Korobov · União Soviética                                                                            | 64.32 m  |
| Decatlo                      | Aleksandr Blinayev · União Soviética                                                            | 7632 pts | Eberhard Stroot · Alemanha Ocidental                                              | 7584 pts | Frank Nusse · Países Baixos                                                                                 | 7129 pts |

Feminino
| Evento                       | Ouro                                                                                 | Ouro     | Prata                                                                                         | Prata    | Bronze                                                                            | Bronze   |
| ---------------------------- | ------------------------------------------------------------------------------------ | -------- | --------------------------------------------------------------------------------------------- | -------- | --------------------------------------------------------------------------------- | -------- |
| 100 m                        | Helena Kerner · Polónia                                                              | 12.10    | Andrea Lynch · Reino Unido                                                                    | 12.19    | Helen Golden · Reino Unido                                                        | 12.23    |
| 200 m                        | Helen Golden · Reino Unido                                                           | 24.34    | Annegret Kroniger · Alemanha Ocidental                                                        | 24.64    | Véronique Grandrieux · França                                                     | 24.72    |
| 400 m                        | Monika Zehrt · Alemanha Oriental                                                     | 54.00    | Bozena Zientarska · Polónia                                                                   | 54.61    | Brigitte Rohde · Alemanha Oriental                                                | 54.07    |
| 800 m                        | Waltraud Pöhland · Alemanha Oriental                                                 | 2:05.29  | Sylvia Schenk · Alemanha Ocidental                                                            | 2:05.30  | Galina Vaingarten · União Soviética                                               | 2:06.45  |
| 1.500 m                      | Katrin Clausnitzer · Alemanha Oriental                                               | 4:24.17  | Christine Haskett · Reino Unido                                                               | 4:27.16  | Olga Dvirna · União Soviética                                                     | 4:28.17  |
| 100 m com barreiras          | Grażyna Rabsztyn · Polónia                                                           | 14.06    | Monika Hys · Alemanha Oriental                                                                | 14.11    | Margarete Leidel · Alemanha Ocidental                                             | 14.51    |
| Revezamento 4 x 100 metros   | Polónia · Aniela Szubert · Elzbieta Nowak · Urszula Soszka · Helena Kerner           | 45.26    | Alemanha Ocidental · Liesel Bömelburg · Annegret Kroniger · Ellen Walter · Elvira Springsguth | 45.27    | Alemanha Oriental · Evelyn Kaufer · Ellen Stropahl · Marion Wagner · Monika Meyer | 45.47    |
| Revezamento 4 x 400 metros   | Alemanha Oriental · Brigitte Rohde · Renate Marder · Brigitte Ullmann · Monika Zehrt | 3:40.2   | Polónia · Aniela Szubert · Krystyna Lech · Danuta Gaska · Bożena Zientarska                   | 3:44.0   | Suécia · Ragnhild Skoog · Margaretha Larsson · Gunhild Skoog · Monica Bergendahl  | 3:46.7   |
| Salto em altura              | Mieke Van Doorn · Países Baixos                                                      | 1.74 m   | Svetlana Gontkovskaya · União Soviética                                                       | 1.74 m   | Renate Gärtner · Alemanha Ocidental                                               | 1.74 m   |
| Salto em distância           | Jarmila Nygrýnová · Tchecoslováquia                                                  | 6.27 m   | Moira Walls · Reino Unido                                                                     | 6.26 m   | Brigitte Göhrs · Alemanha Ocidental                                               | 6.03 m   |
| Arremesso de peso (6 kg)     | Gabriele Moritz · Alemanha Oriental                                                  | 16.91 m  | Birgit Palzkill · Alemanha Ocidental                                                          | 16.56 m  | Margitta Ludewig · Alemanha Oriental                                              | 15.98 m  |
| Arremesso de disco (1,75 kg) | Klara Pogyor · Hungria                                                               | 48.26 m  | Maria Illi · Roménia                                                                          | 47.76 m  | Irina Sapronova · União Soviética                                                 | 47.50 m  |
| Lançamento de dardo          | Jacqueline Todten · Alemanha Oriental                                                | 55.20 m  | Christine Schmidt · Alemanha Oriental                                                         | 53.08 m  | Inara Oshinya · União Soviética                                                   | 52.36 m  |
| Pentatlo                     | Monika Peikert · Alemanha Oriental                                                   | 4578 pts | Irena Vitane · União Soviética                                                                | 4482 pts | Florence Picaut · França                                                          | 4422 pts |

## Quadro de medalhas
| Ordem | País               | Medalha de ouro | Medalha de prata | Medalha de bronze | Total |
| ----- | ------------------ | --------------- | ---------------- | ----------------- | ----- |
| 1     | Alemanha Oriental  | 10              | 4                | 7                 | 21    |
| 2     | União Soviética    | 7               | 7                | 9                 | 23    |
| 3     | Polónia            | 4               | 3                | 1                 | 8     |
| 4     | Alemanha Ocidental | 3               | 8                | 5                 | 16    |
| 5     | Grã-Bretanha       | 3               | 4                | 1                 | 8     |
| 6     | Checoslováquia     | 2               | 0                | 1                 | 3     |
| 7     | França             | 1               | 6                | 3                 | 10    |
| 8     | Finlândia          | 1               | 1                | 0                 | 2     |
| 9     | Hungria            | 1               | 0                | 4                 | 5     |
| 10    | Países Baixos      | 1               | 0                | 1                 | 2     |
| 11=   | Bélgica            | 1               | 0                | 0                 | 1     |
| 11=   | Bulgária           | 1               | 0                | 0                 | 1     |
| 13    | Roménia            | 0               | 2                | 0                 | 2     |
| 14=   | Espanha            | 0               | 0                | 1                 | 1     |
| 14=   | Suécia             | 0               | 0                | 1                 | 1     |
| 14=   | Iugoslávia         | 0               | 0                | 1                 | 1     |
| Total | Total              | 35              | 35               | 35                | 105   |